# Distretto di Wete
Il distretto di Wete è un distretto della Tanzania situato nella regione di Pemba Nord. È suddiviso in 32 circoscrizioni (wards) e conta una popolazione di 107 916 abitanti (censimento 2012).
Elenco delle circoscrizioni:
- Bopwe
- Chwale
- Fundo
- Gando
- Jadida
- Junguni
- Kambini
- Kangagani
- Kinyikani
- Kipangani
- Kisiwani
- Kiungoni
- Kiuyu Kigongoni
- Kiuyu Minungwini
- Kizimbani
- Kojani
- Limbani
- Maziwani
- Mchanga Mdogo
- Mjini Ole
- Mpambani
- Mtambwe Kaskazini
- Mtambwe Kusini
- Mzambarauni Takao
- Ole
- Pandani
- Pembeni
- Piki
- Selem
- Shengejuu
- Ukunjwi
- Utaani